# Лека пехота
Леката пехота е вид пехота, използвана в различни исторически периоди, която има по-лека екипировка и въоръжение и е по-мобилна от други видове пехота, като тежката и линейната пехота. В миналото леката пехота често действа в разпръсната формация, придвижвайки се пред основните сили и стремейки се да тормози и забавя противника преди основната битка. В наши дни под лека пехота се разбират части, включително десантни, с повишена бързина и мобилност за сметка на предпазната екипировка и огневата мощ.